# Seppe Brulmans
Seppe Brulmans (Bilzen, 29 mei 1994) is een Belgisch voetballer die doorgaans als centrale middenvelder speelt. 

## Clubcarrière
Brulmans verruilde in 2012 de jeugdopleiding van KRC Genk voor die van KV Mechelen. Een jaar later trok hij naar Racing Mechelen. Op 15 augustus 2013 debuteerde de middenvelder in de Derde klasse, tegen RFC Tournai. Op 11 september 2013 maakte hij zijn eerste doelpunt voor Racing Mechelen, in een competitiewedstrijd tegen SK Deinze. In zijn debuutseizoen maakte Brulmans zes doelpunten in 31 competitiewedstrijden voor Racing Mechelen, waarmee hij een aandeel had in de promotie naar de Tweede klasse. Racing Mechelen degradeerde na één jaar opnieuw naar Derde klasse, maar Brulmans bleef aan de slag in Tweede klasse bij KFC Dessel Sport.
In 2016 trok Brulmans naar het buitenland: hij versierde een contract bij Helmond Sport uit de Jupiler League. Brulmans tekende een contract voor één seizoen. De samenwerking verliep echter niet zo goed als voorzien, en na amper drie competitiewedstrijden gingen Brulmans en Helmond Sport in januari 2017 in onderling overleg uit elkaar. De Limburger kon meteen aansluiten bij Thes Sport, een club uit Tweede klasse amateurs. Na een half seizoen maakte hij de sprong naar KMSK Deinze, dat toen een divisie hoger speelde.

## Interlandcarrière
Brulmans maakte vier doelpunten in elf wedstrijden voor België –16. Daarna speelde hij nog drie interlands voor België –17.

## Carrièrestatistieken
| Seizoen | Club                        | Competitie             | Wed. | Goals |
| ------- | --------------------------- | ---------------------- | ---- | ----- |
| 2013/14 | Racing Mechelen             | Derde klasse           | 31   | 6     |
| 2014/15 | Racing Mechelen             | Tweede klasse          | 19   | 1     |
| 2015/16 | KFC Dessel Sport            | Tweede klasse          | 26   | 2     |
| 2016/17 | Helmond Sport               | Jupiler League         | 3    | 0     |
| 2016/17 | KVV Thes Sport Tessenderlo  | Tweede klasse amateurs | 12   | 3     |
| 2017/18 | KMSK Deinze                 | Eerste klasse amateurs | 34   | 1     |
| 2018/19 | KMSK Deinze                 | Eerste klasse amateurs | 31   | 6     |
| 2019/20 | KMSK Deinze                 | Eerste klasse amateurs | 18   | 1     |
| 2020/21 | Patro Eisden Maasmechelen   | Eerste klasse amateurs | 0    | 0     |
| 2021/22 | DUX Internacional de Madrid | Primera Federación     | 20   | 1     |
| 2022/23 | Bocholt VV                  | Tweede afdeling        | 19   | 1     |
| 2023/24 | Bocholt VV                  | Tweede afdeling        | 14   | 2     |

Bijgewerkt op 19 december 2023

## Palmares
| Kampioen Eerste klasse Amateurs | 1x | 2019/20 |

## Trivia
- Brulmans is de neef van Kim Clijsters. Zijn moeder is een zus van Kims moeder, voormalig turnster Els Vandecaetsbeek.[5]
- Zijn vader Hendrik was in het verleden actief voor de jeugdwerking van onder andere KRC Genk en OH Leuven.[6]